# Hockeria pertorva
Hockeria pertorva is een vliesvleugelig insect uit de familie bronswespen (Chalcididae). De wetenschappelijke naam is voor het eerst geldig gepubliceerd in 1917 door Girault.